# Crypturellus berlepschi
O inhambu-tição ou inambu-tição (Crypturellus berlepschi) é uma espécie de tinamídeo encontrada em florestas úmidas do norte da Colômbia e do Equador. Seu epíteto específico é uma homenagem ao alemão Hans von Berlepsch.